# 铁木尔伯克
铁木尔（1886年—1933年8月9日），一般稱铁木尔伯克（維吾爾語：تیمور بیگ‎）或者铁木尔将军。伯克意为首领。1933年新疆省维吾尔族反政府武装领导人。他卷入了1932年吐鲁番暴动和1933年喀什战役。他联合突厥民族主义政党青年喀什噶尔党并被提名为「铁木尔沙阿」。 他和其他维吾尔族领导人类似于布格拉兄弟打算脱离中国。1933年8月他的部队被馬家軍马占仓将军领导的回族部队中央陸軍新編第三十六師攻击，铁木尔中弹并被斩首，他的头被挂在长矛上，放到喀什艾提尕尔清真寺展览。

## 连接
- The Soviets in Xinjiang (1911-1949) by Mark Dickens